# Víctor Bereciartúa
Víctor Bereciartúa (n. Buenos Aires, Argentina, 26 de noviembre de 1948) más conocido como «Vitico», es un bajista, cantante y compositor de rock de Argentina. Fue el bajista y cantante de  Riff, banda de heavy metal junto a Pappo.

## Historia
Comenzó tocando en un grupo de barrio llamado Los Mods y más tarde pasó al grupo Los Vips, con los que hacían covers de The Animals, The Kinks y The Who. Luego pasó a tocar en el grupo Alta Tensión, donde grabó en el disco Alta Tensión (1968). Tocó por un tiempo en Billy Bond y La Pesada del Rock and Roll, siendo parte de su primer disco. Luego pasaría a La Joven Guardia, por lo que sería criticado por la prensa del rock pesado de ese entonces.
En los años 1970, partió a Europa, donde estuvo un tiempo haciendo audiciones para distintas bandas. Allí conoció a los miembros de The Who, con los que solía juntarse a zapar y luego fue contactado por Paul Rodgers para tocar en Bad Company, aunque solo participó de algunos ensayos antes de volver a Argentina a finales de esa misma década. Al volver trabajó como inspector de una empresa y formó un grupo llamado Los Criss Cross con Pablo Guyot, Willy Iturri (futuros GIT) y Juan Garcia Haymes, con los que editó un disco.
Durante el verano del año 1975, toco en vivo en Le Prive de Punta del Este (Uruguay), con una banda con Carlos Cutaia (tecladista de la agrupación La Máquina de Hacer Pájaros).
En el año 1980, realizó algunos shows con Pappo's Blues junto a Pappo y Carlos Cohen, luego de los cuales se conforma Riff. En la primera etapa con Riff grabó los discos Ruedas de metal (1981), Macadam 3...2...1...0... (1981) Contenidos (1982) y el disco en vivo En Acción.
Luego de la separación de la banda, grabó su primer disco solista llamado Ha Llegado La Hora que salió a mediados de 1985. En octubre de ese mismo año, vuelve con Riff y graba el disco Riff VII, esta vez con Oscar Moro en la batería y JAF en la guitarra rítmica, sin embargo esta formación dura muy poco y en 1986 se separan nuevamente.  Al año siguiente graba su segundo disco solista, Nacido Para Ser Así y luego formaría Vitiken, un grupo formado por Mario Curcio en voz, B.B. Peña en batería (ambos ex Alakran) y Rano Sarbach en guitarras (ex JAF). Con esta banda graba un único disco, Vitiken Entertainment.
Este proyecto también dura poco y en 1989, se une a Michel Peyronel y su grupo Tarzen y graba 6 temas del segundo LP de la banda, Es Una Selva Ahí Afuera. Tarzen se disuelve en 1990 y Vitico y Michel se unen a Pappo y a Boff Serafine para una nueva reunión de Riff, grabando el disco Zona De Nadie (1992). En el año 1995, tocan como teloneros de los Rolling Stones en febrero y de Motörhead en noviembre. En 1997 graba con Riff el que sería el último disco de estudio de la banda, Que Sea Rock. La banda regresa en 2001 para dar un show en Estadio Obras, que sería grabado y lanzado en la reedición de Que Sea Rock.
Al año siguiente, forma Viticus, su nueva banda formada por su hijo Nicolás, su sobrino Sebastián y Martín “Vasco” Urionagüena en batería, y al año siguiente se sumaría Ariel Rodríguez en guitarra. Con ellos graba el primer disco de esta banda, titulado simplemente Viticus (2003). A partir de aquí giran por todo el país llegando incluso a Uruguay y participan en los grandes festivales, tanto Cosquín como del Pepsi Music.
En julio de 2004 se presenta con Riff en Rosario, con la variante de que Nicolás Bereciartua reemplaza a Boff en la guitarra rítmica, y esta formación volvería a presentarse el 4 de febrero del año siguiente en el festival de Cosquín, en la que sería la última presentación de Riff ya que 20 días después Pappo fallecería en un accidente con su motocicleta, en presencia de su hijo Luciano Napolitano, el 25 de febrero de 2005.
Vitico entonces seguiría adelante con Viticus y en agosto gira por España y en 2006 edita el nuevo disco de su banda, Super y realiza una nueva gira por España durante ese mismo año. En 2008 graba el 3.er disco de la banda, Viticus III. En la actualidad la banda continua girando por todo el país con Jeronimo Sica, nuevo baterista de la banda.
El 9 de julio de 2014, es nombrado "Personalidad Destacada de la Cultura Nacional".

## Discografía

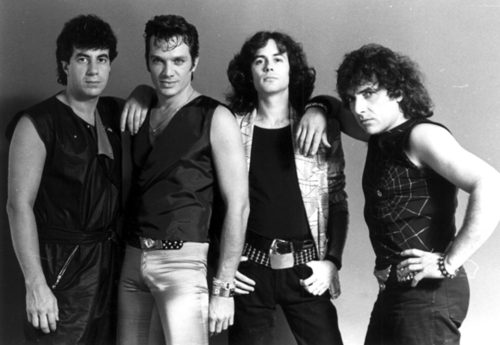
Vitico (2do desde la izquierda) en la segunda formación de Riff, 1985.

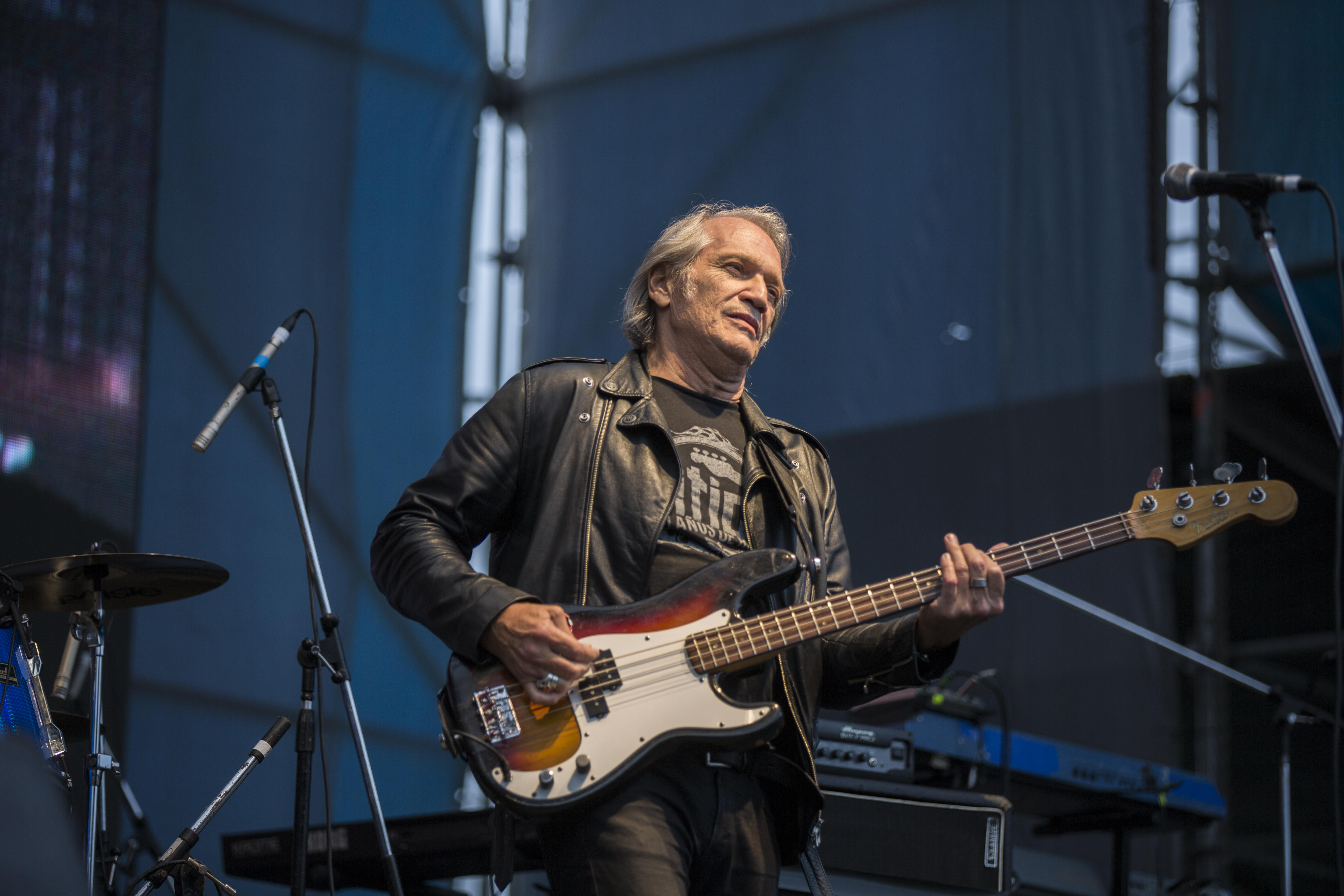
Vitico durante un show en el año 2017.

### Alta Tensión
- 1971: "Alta tensión"

### Los Criss Cross
- 1980: "Los Criss Cross"

### Riff
- 1981: "Ruedas de metal"
- 1981: "Macadam 3...2...1...0..."
- 1982: "Contenidos"
- 1985: "Riff VII"
- 1992: "Zona de nadie"
- 1997: "Que sea rock"

En vivo
- 1983: "Riff En Acción"
- 1987: "Riff 'n Roll"
- 1994: "Paladium '86"
- 1995: "En Vivo En Obras 17-12-1985"
- 1996: "Riff En Vivo - Grabado en noviembre de 1995, en La Plata"

### Como solista
- 1985: Ha Llegado La Hora
- 1986: Nacido Para Ser Así
- 1994: No Sé Si Voy a volver

### Vitiken
- 1988: Entertainment

### Tarzen
- 1989: Es Una Selva Ahí Fuera

### Viticus
- 2003: Viticus
- 2006: Super
- 2008: Viticus III
- 2012: Rock Local
- 2013: V10 Clásico
- 2017: Equilibrio